# Beppu Ayumi
Beppu Ayumi (別府 步美/別府 あゆみ Beppu Ayumi, Biệt Phủ Bộ Mĩ) (sinh 14 tháng 6 năm 1983) là một nữ diễn viên và tarento sinh ở Sakai, Osaka. Vai diễn nổi tiếng là Houka Ozu (小津芳香 Tiểu Tân Phương Hương, Ozu Hōka)/MagiPink (マジピンク MajiPinku) trong Mahou Sentai Magiranger.

## Phim
- Mahou Sentai Magiranger - Houka Ozu/MagiPink (2005)
- Mahou Sentai Magiranger The Movie: Bride of Infershia - Houka Ozu/MagiPink (2005)
- Mahou Sentai Magiranger vs. Dekaranger - Houka Ozu/MagiPink (2006)
- Chō Ninja Tai Inazuma! - Woman Space Sheriff Beppy (2006)
- Chō Ninja Tai Inazuma!! SPARK - Hayabusa, Beppy/Ayumiko Kitabeppu (2007)